# August Pott
August Pott (Bad Münder am Deister, 14 novembre 1802 – Halle, 5 luglio 1887) è stato un linguista tedesco.

## Biografia

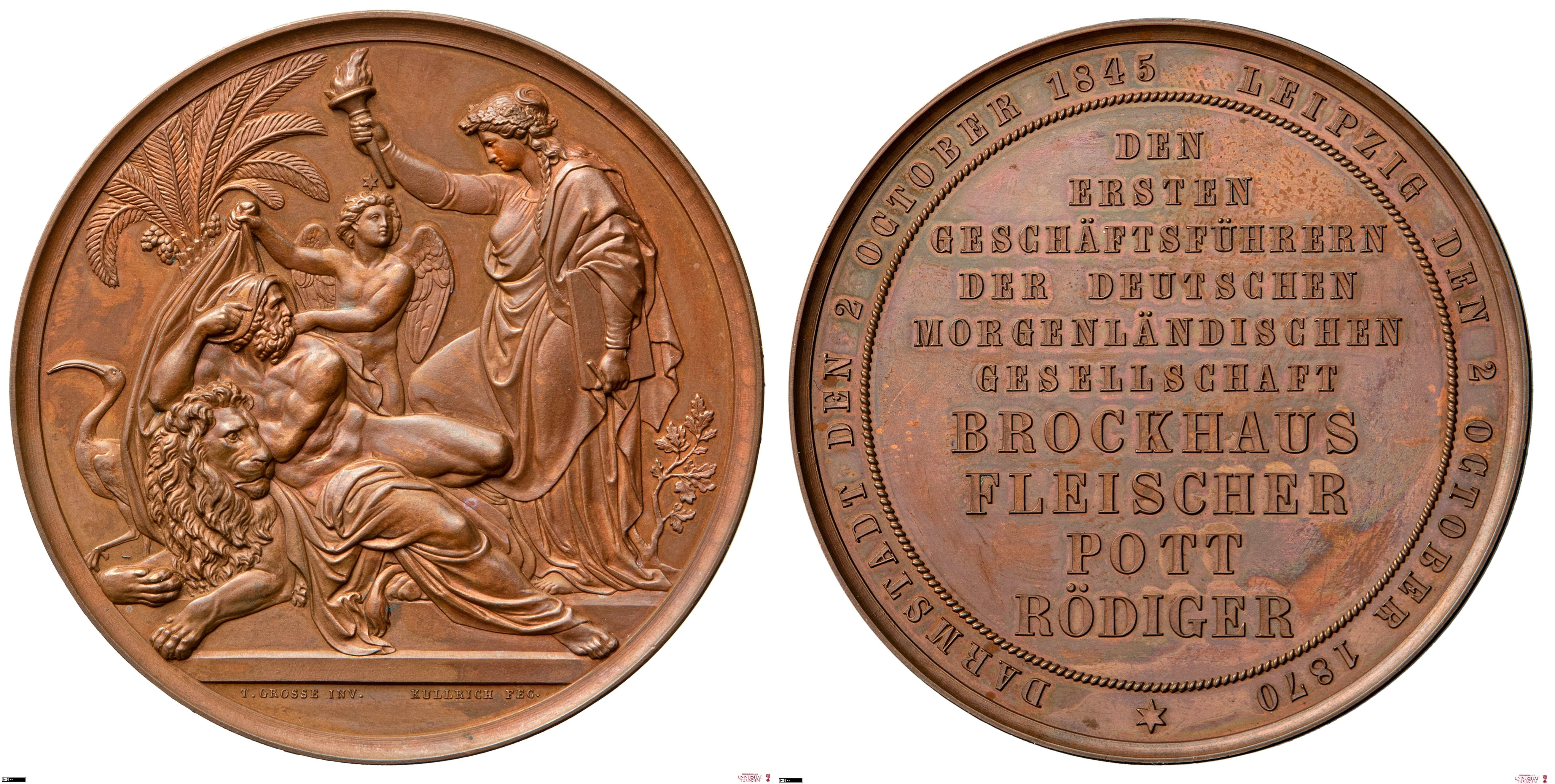
Medaglia commemorativa di Brockhaus, Fleischer, Pott e Rödiger (1870)

Pott fu uno studente di teologia all'Università di Gottinga. Divenne maestro di scuola a Celle, ma completò la sua tesi di dottorato nel 1827 e andò all'Università di Berlino per studiare con Franz Bopp, un importante pioniere della linguistica indoeuropea. Nel 1830 divenne professore ordinario di linguistica generale e divenne professore all'Università di Halle nel 1833, dove rimase per il resto della sua vita.
Le sue opere, in particolare Etymologische Forschungen (1834-1836), stabilirono i moderni studi etimologici sulla base dei suoni nelle lingue indoeuropee. È anche considerato il filologo più importante del romaní del XIX secolo, la lingua delle persone Rom.
Nel 1870 gli fu dedicata una medaglia (unitamente a Heinrich Leberecht Fleischer, Hermann Brockhaus ed Emil Rödiger) in occasione del 25º anniversario della fondazione della Deutsche Morgenländische Gesellschaft.